# Neoxeniades bajula
Neoxeniades bajula är en fjärilsart som beskrevs av William Schaus 1902. Neoxeniades bajula ingår i släktet Neoxeniades och familjen tjockhuvuden. Inga underarter finns listade i Catalogue of Life.